# Бонрепос
Бонрепо́с (фр. Bonrepos, окс. Bonrepaus) — коммуна во Франции, находится в регионе Юг — Пиренеи. Департамент — Верхние Пиренеи. Входит в состав кантона Галан. Округ коммуны — Тарб.
Код INSEE коммуны — 65097.

## География

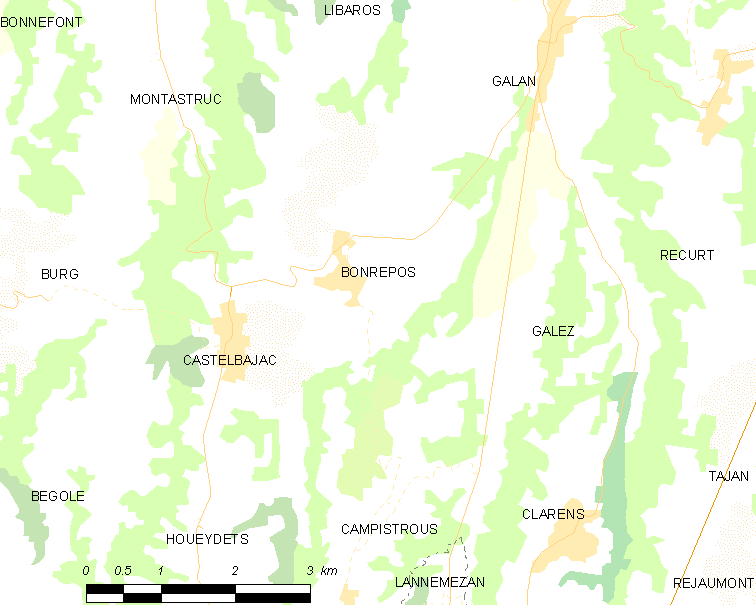
Карта коммуны

Коммуна расположена приблизительно в 650 км к югу от Парижа, в 100 км северо-западнее Тулузы, в 25 км к востоку от Тарба.
Коммуна расположена на плато Ланнемезан. По территории коммуны протекает река Баизоль.

## Климат
Климат умеренно-океанический с солнечной тёплой погодой и обильными осадками на протяжении практически всего года.

## Население
Население коммуны на 2010 год составляло 192 человека.
| 1962 | 1968 | 1975 | 1982 | 1990 | 1999 | 2010 |
| ---- | ---- | ---- | ---- | ---- | ---- | ---- |
| 294  | 256  | 263  | 216  | 194  | 189  | 192  |

## Администрация
| Период | Период | Фамилия         | Партия | Примечания |
| ------ | ------ | --------------- | ------ | ---------- |
| 2001   | 2020   | Жан-Клод Жакоме |        |            |

## Экономика
В 2010 году среди 114 человек трудоспособного возраста (15-64 лет) 79 были экономически активными, 35 — неактивными (показатель активности — 69,3 %, в 1999 году было 71,6 %). Из 79 активных жителей работали 75 человек (45 мужчин и 30 женщин), безработных было 4 (2 мужчин и 2 женщины). Среди 35 неактивных 9 человек были учениками или студентами, 19 — пенсионерами, 7 были неактивными по другим причинам.